# 小行星6039
小行星6039（英語：6039 Parmenides）是一颗围绕太阳公转的小行星。1989年9月3日，艾瑞克·怀特·埃尔斯特在上普罗旺斯发现了此天体。
这颗小行星的绝对星等为176.6387825993035等。